# Sydney Smith
Edward Sydney Smith (també conegut amb els pseudònims de Paul Beaumont i Victor Delacour, 14 de juliol de 1839 a Dorchester, Dorset - 3 de març de 1889 a Londres) fou un compositor anglès del Romanticisme.
Fou alumne del Conservatori de Leipzig, estudia el piano amb Moscheles i composició amb Rietz. Va escriure molta música de concert per a piano en l'estil anomenat brillant. Les seves obres més populars foren, La Harpe Eolienne i la Tarantella en mi menor.